# Han Jingna
Han Jingna (en chino: 韩晶娜; Wuhan, 16 de enero de 1975) es una deportista china que compitió en bádminton, en la modalidad individual.
Ganó dos medallas en el Campeonato Mundial de Bádminton, plata en 1995 y bronce en 1997. Participó en los Juegos Olímpicos de Atlanta 1996, ocupando el quinto lugar en la prueba individual.

## Palmarés internacional
| Campeonato Mundial | Campeonato Mundial    | Campeonato Mundial | Campeonato Mundial |
| Año                | Lugar                 | Medalla            | Prueba             |
| ------------------ | --------------------- | ------------------ | ------------------ |
| 1995               | Lausana (Suiza)       | Medalla de plata   | Individual         |
| 1997               | Glasgow (Reino Unido) | Medalla de bronce  | Individual         |